# Empordà

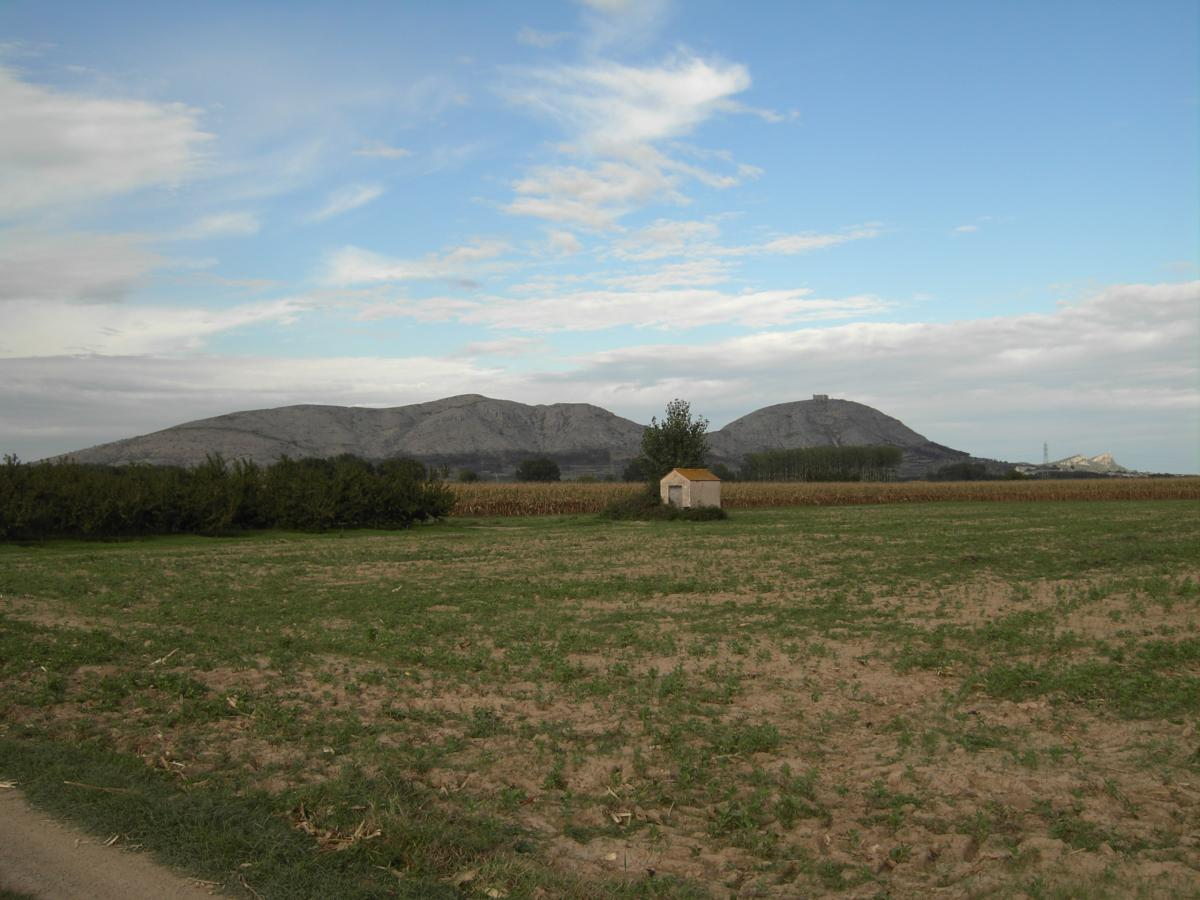
Ampurische Landschaft; rechts im Hintergrund auf der Bergkuppe das mittelalterliche Castell del Montgrí

Das Empordà [əmpurˈða] (spanisch Ampurdán, deutsch Ampurien) ist das fruchtbare Hinterland der Costa Brava in der katalanischen Provinz Girona in Spanien. Die historische Grafschaft Empordà wurde 1936 in zwei Kreise aufgeteilt: Alt Empordà („Oberampurien“, Hauptort Figueres) und Baix Empordà („Niederampurien“, Hauptort La Bisbal d’Empordà). Der Name der Region leitet sich von der altgriechischen Siedlung Empúries (griechisch Ἐμπόριον Emporion, lateinisch Emporiae) nahe der heutigen Stadt Roses ab.

## Geschichte

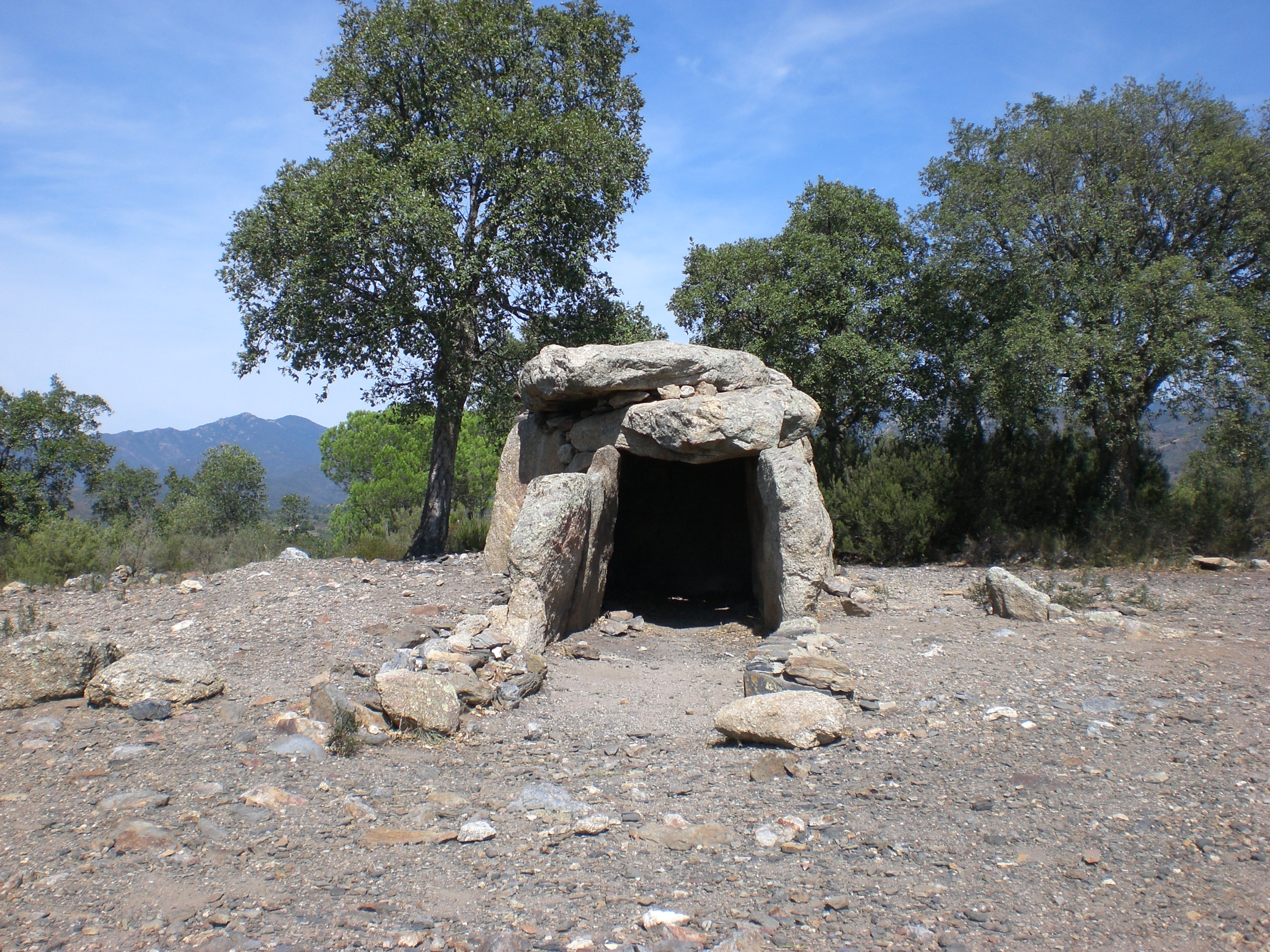
Der Dolmen de la Cabana Arqueta bei Espolla

Im Hinterland der Costa Brava, im Roussillon (auf der französischen Seite) und im Alt Empordà zählt man 112 Dolmen, 19 Menhire, 7 Steinkisten mit Grabhügeln, 378 Felsen mit Gravuren sowie 2 neolithische Dörfer. Der relativen Isolation der Gebiete, die inzwischen als Naturparks oder archäologische Parks (Parc Megalític de Roses) deklariert sind, ist zu verdanken, dass hier viele prähistorische Bauwerke erhalten sind.

## Weinkultur
Die Denominació d’Origen Empordà gilt mit ihren rund 2300 Hektar Rebfläche auf Kalkboden als Wiege des Weinanbaus in Spanien und grenzt an das französische Roussillon. Das Klima ist mediterran, gefährlich für das Wachstum sind die kalten Nordwinde. Die wichtigsten Rebsorten sind Chenin Blanc, Macabeo, Moscatel, Parellada, Riesling, Xarel·lo sowie auch Chardonnay und Gewürztraminer. Rote Sorten sind Cariñena, Cabernet Sauvignon, Syrah und Tempranillo. Die DO Empordà gilt als wichtiges Rosado-Produktionsgebiet. Die Winzer stellen aber auch traditionell die alkoholstarken Rancios her.

## Kunst und Musik

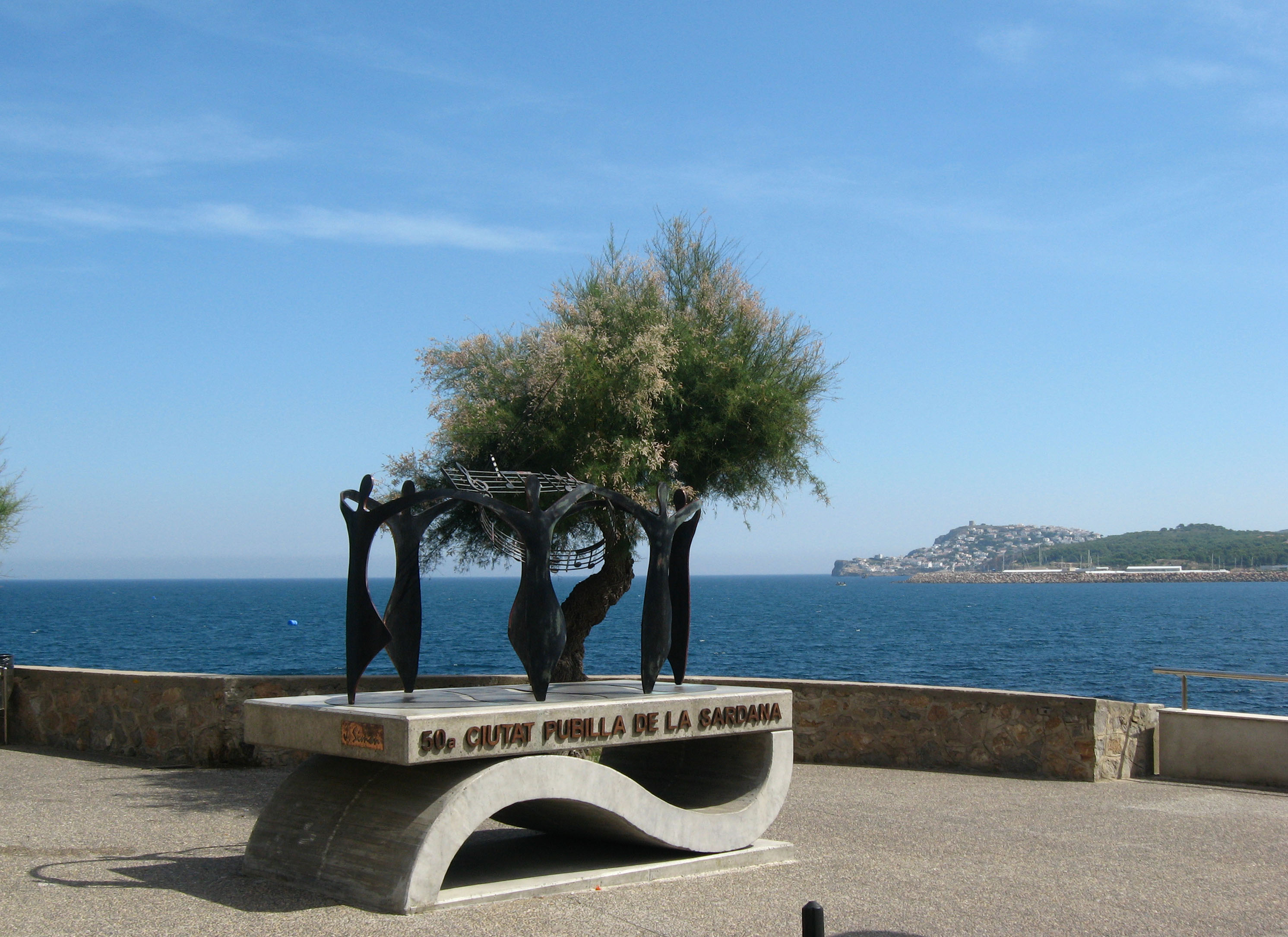
Sardana-Skulptur in L’Escala

Das Empordà wurde häufig in der bildenden Kunst und der Musik thematisiert: So schildert die Sardana L’Empordà die Entstehung der sehr fruchtbaren, ebenen, küstennahen Landschaft des Empordà als Ergebnis der Liebe zwischen einer Sirene im Mittelmeer und eines Hirten aus den Pyrenäen, der im Winter die unwirtlichen Berge mit seiner Herde verlässt, um an der Küstenebene zu überleben, wo er der Sirene begegnet. Das Ende des Lieds auf Katalanisch ist: … i de l’amor plantaren la cabanya, fou l’Empordà! (Deutsch: „… und aus dieser Liebe schufen sie ihr Heim. So entstand Ampurien!“) Sowohl der Textdichter Joan Maragall als auch der Komponist dieser Sardana aus dem Jahr 1908 Enric Morera genießen in Katalonien hohe Wertschätzung für diese „Schöpfungsgeschichte“ des Empordà.